# Marquesado de los Jardines de Aranjuez
El marquesado de los Jardines de Aranjuez es un título nobiliario español, creado el 30 de diciembre de 1991 por el rey Juan Carlos I de España, y otorgado al maestro Joaquín Rodrigo Vidre, por su contribución a la música española y su impulso para su proyección universal.

## Denominación
La denominación de la dignidad nobiliaria refiere a la obra más conocida y reconocida de dicho autor, el Concierto de Aranjuez: para guitarra y orquesta (París, 1939 / estreno: Barcelona, 12 de noviembre de 1940). Se debe advertir que la denominación del marquesado es específica de los «Jardines de Aranjuez», y no de la localidad de «Aranjuez», pues al ser «Aranjuez» un «Real Sitio», y por tanto, con tratamiento de «Real», resulta incompatible con la concesión de dignidad nobiliaria alguna ajena a la «Casa Real».

## Carta de otorgamiento
Texto expositivo y dispositivo del real decreto de creación del título:

«La extraordinaria contribución de don Joaquín Rodrigo Vidre a la música española, a la que durante una larga y fructífera vida artística, ha aportado nuevos impulsos para una proyección universal, merece ser destacada de manera especial, por lo que, queriendo demostrarle Mi Real aprecio,

Vengo en otorgar a don Joaquín Rodrigo Vidre el título de Marqués de los Jardines de Aranjuez, para sí y sus sucesores, de acuerdo con la legislación nobiliaria española.

Dado en Madrid a 30 de diciembre de 1991».

## Armas
De merced nueva. Escudo en campo de plata, una guitarra española, de su color, puesta en palo, sobre ondas de azur y plata; bordura de oro, con cuatro rosas, de gules, y cuatro claveles, de gules, bien dispuestos, alternados.

## Marqueses de los Jardines de Aranjuez
|                            | Titular                    | Periodo                    | Acceso                                 | Casa                       |
| Creación por Juan Carlos I | Creación por Juan Carlos I | Creación por Juan Carlos I | Creación por Juan Carlos I             | Creación por Juan Carlos I |
| -------------------------- | -------------------------- | -------------------------- | -------------------------------------- | -------------------------- |
| I                          | Joaquín Rodrigo Vidre      | 1991-1999                  | Otorgamiento del rey                   | Rodrigo                    |
| II                         | Cecilia Rodrigo Kamhi      | 2000-actual titular        | Sucesión por fallecimiento del titular | Rodrigo                    |

## Historia de los marqueses de los Jardines de Aranjuez
- Joaquín Rodrigo Vidre (1901-1999), I marqués de los Jardines de Aranjuez.

1. Se casó con Victoria Kamhi Arditti (1902-1997). Le sucedió su hija:

- Cecilia Rodrigo Kamhi, II marquesa de los Jardines de Aranjuez.